# Nikke Pärmi

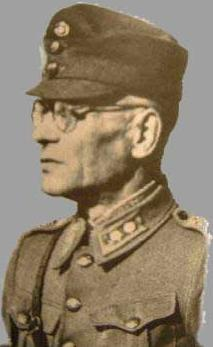

Nikolai (Nikke) Pärmi, född 9 maj 1887 i Alahärmä, död 17 oktober 1957 i Kuopio, var en finländsk militär. 
Pärmi, som ursprungligen var skomakare, anslöt sig 1916 till jägarbataljonen i Lockstedt och deltog som fänrik i finska inbördeskriget 1918. Han tjänstgjorde på 1920- och 1930-talet vid garnisonerna i Tavastehus, Uleåborg och Kuopio. Från Uleåborg sändes han sommaren 1932 ut för att med sitt kompani slå ned det så kallade hästupproret i Nivala, en affär som dock slutade oblodigt. 
Pärmi pensionerades 1937 och tjänstgjorde därefter som skyddskårschef i Kuopio fram till vinterkriget, då han var chef för det nordliga skyddskårsdistriktet i Rovaniemi. I augusti 1941 utsågs han till chef för en avdelt bataljon (Erillinen pataljoona 21) bestående av straffångar (ursprungligen även politiska fångar), som deltog i 4. divisionens framryckning till Karhumäki hösten 1941 och utmärkte sig i flera hårda strider. Våren 1942 fick han kommendering till hemfronten och återgick senare detta år till skyddskårschefsbefattningen i Kuopio. Samma år uppnådde han överstelöjtnants grad. Han blev legendarisk bland annat för sin stränga disciplin och sitt originella sätt att uttrycka sig.